# Al Pacino
Alfredo James Pacino, detto Al (New York, 25 aprile 1940), è un attore statunitense.

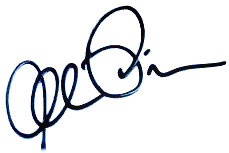
Firma di Al Pacino

Considerato uno dei migliori attori della storia del cinema, Al Pacino ha vinto il Premio Oscar nel 1993 (su 9 candidature totali) per l'interpretazione del tenente colonnello Frank Slade in Scent of a Woman - Profumo di donna. Nel corso degli anni ha interpretato personaggi rimasti impressi nella storia del cinema moderno e nella cultura popolare, tra cui gangster quali Michael Corleone nella trilogia de Il padrino (1972-1974-1990) di Francis Ford Coppola, Tony Montana in Scarface (1983) e Carlito Brigante in Carlito's Way (1993), entrambi di Brian De Palma, Benjamin "Lefty" Ruggiero in Donnie Brasco (1997) di Mike Newell e il sindacalista Jimmy Hoffa in The Irishman (2019) di Martin Scorsese.
Altri ruoli per cui è noto sono il poliziotto Frank Serpico in Serpico (1973) e il rapinatore Sonny in Quel pomeriggio di un giorno da cani (1975), entrambi di Sidney Lumet, il tenente della rapine e omicidi Vincent Hanna in Heat - La sfida (1995) e il giornalista Lowell Bergman in Insider - Dietro la verità (1999), entrambi di Michael Mann, Satana in L'avvocato del diavolo (1997) di Taylor Hackford e il coach degli Sharks in Ogni maledetta domenica - Any Given Sunday (1999) di Oliver Stone. Attore di formazione teatrale, ha vinto numerosissimi premi per le sue interpretazioni sul palcoscenico, dove predilige intensi ruoli shakespeariani (Riccardo III, Shylock, Amleto, Giulio Cesare): dagli anni sessanta ha portato sul palcoscenico, tra le altre, opere di Bertolt Brecht, Eugene O'Neill, Oscar Wilde, David Mamet.
Si è cimentato anche alla regia e sul piccolo schermo ha recitato nella miniserie televisiva Angels in America (2003), dove ha fatto incetta di premi per il ruolo del malato terminale di AIDS Roy Cohn; ha recitato nel ruolo di Jack Kevorkian nel film televisivo You Don't Know Jack - Il dottor morte (2010) diretto da Barry Levinson e prodotto da HBO. La collaborazione con HBO è proseguita nel 2013 con Phil Spector, e nel 2018 con Paterno, dove ha interpretato rispettivamente l'omonimo produttore discografico e l'omonimo allenatore di football.

## Biografia
Nasce a East Harlem, un quartiere di Manhattan (New York), il 25 aprile del 1940 in una modesta famiglia d'origini italiane, figlio di Salvatore Pacino (1922-2005), un venditore porta a porta di polizze assicurative, i cui genitori, Alfio Pacino e Giuseppa Latteri, erano originari di San Fratello (Messina), e di Rose Gelardi (1919-1962), una casalinga, i cui genitori invece erano di Corleone (Palermo). I genitori divorziarono quando il futuro attore aveva due anni e il padre abbandonò la Grande Mela per la città di Covina (in California), onde dedicarsi a tempo pieno alla ristorazione, lasciando ex moglie e figlio in condizioni di vita molto difficili. Ridotto praticamente in povertà, si trasferì con la madre nel South Bronx, presso la casa dei nonni materni.
Al cominciò a fumare all'età di nove anni e già a tredici aveva avuto esperienze con l'alcol e la marijuana; tuttavia non provò mai le droghe pesanti, anche perché rimase sconvolto dalla morte per overdose di due suoi amici intimi di 19 e 30 anni. Soprannominato "Sonny", ma anche "l'attore" per via del suo temperamento, sognava di diventare un giocatore di baseball e non era attratto dagli studi: ha frequentato la Herman Ridder Junior High School. In seguito ha frequentato la High School of Performing Arts. La sua più grande scuola fu la strada: infatti, cresciuto nel Bronx, fu coinvolto in qualche rissa e a scuola era considerato un piantagrane.
Il giovane Pacino presentava numerose lacune scolastiche e venne bocciato più volte, finché, all'età di diciassette anni, decise di interrompere definitivamente gli studi. Sua madre non era d'accordo con questa sua decisione e perciò Al andò via di casa. Gli anni a seguire lo portarono a svolgere numerosi lavori tra cui il facchino, il lustrascarpe e l'operaio, e per un periodo divise l'appartamento con Martin Sheen, suo compagno di corso all'Herbert Berghof Studio. L'attore ha raccontato al New York Post che all'età di vent'anni ha vissuto in Sicilia e «per mangiare e mantenere un tetto sopra la mia testa, decisi di vendere ad una donna più anziana di me l’unico bene che potevo offrire: il mio corpo». Nel 1961 è stato arrestato per porto abusivo d'arma da fuoco (cercò di giustificarsi dicendo che l'arma lo avrebbe aiutato a immergersi più facilmente nel personaggio che avrebbe dovuto interpretare in un film), mentre l'anno seguente morì sua madre, all'età di 43 anni. Recitava in alcune commedie nei seminterrati dei sotterranei teatrali di New York e tentò di entrare al prestigioso Actors Studio, ma venne respinto (venne poi ammesso sul finire degli anni sessanta).

## Carriera

### Gli inizi
Si iscrive a numerose scuole di recitazione, aspettando per molti anni d'essere ammesso all'Actors Studio. Frequenta l'Herbert Berghof Studio, in questo periodo è spesso senza lavoro e casa ed è costretto a dormire, qualche volta, in strada, nei teatri o in casa di amici. Verso la fine degli anni sessanta, viene accolto all'Actors Studio da quello che, negli anni a seguire, Pacino considererà il suo più grande maestro, Lee Strasberg, il quale riconosce in lui notevoli doti recitative. Nel 1982, alla morte di Strasberg, gli succederà in qualità di direttore artistico dell'Actors Studio e nel 1995 ne diverrà co-presidente insieme a Ellen Burstyn e Harvey Keitel (quest'ultimo sostituito da Alec Baldwin nel 2017), carica che ricopre ancora oggi. Negli anni sessanta, prende parte ad alcune opere teatrali che gli valgono riconoscimenti minori e recita nell'episodio Deadly Circle of Violence del telefilm N.Y.P.D..

### Anni settanta

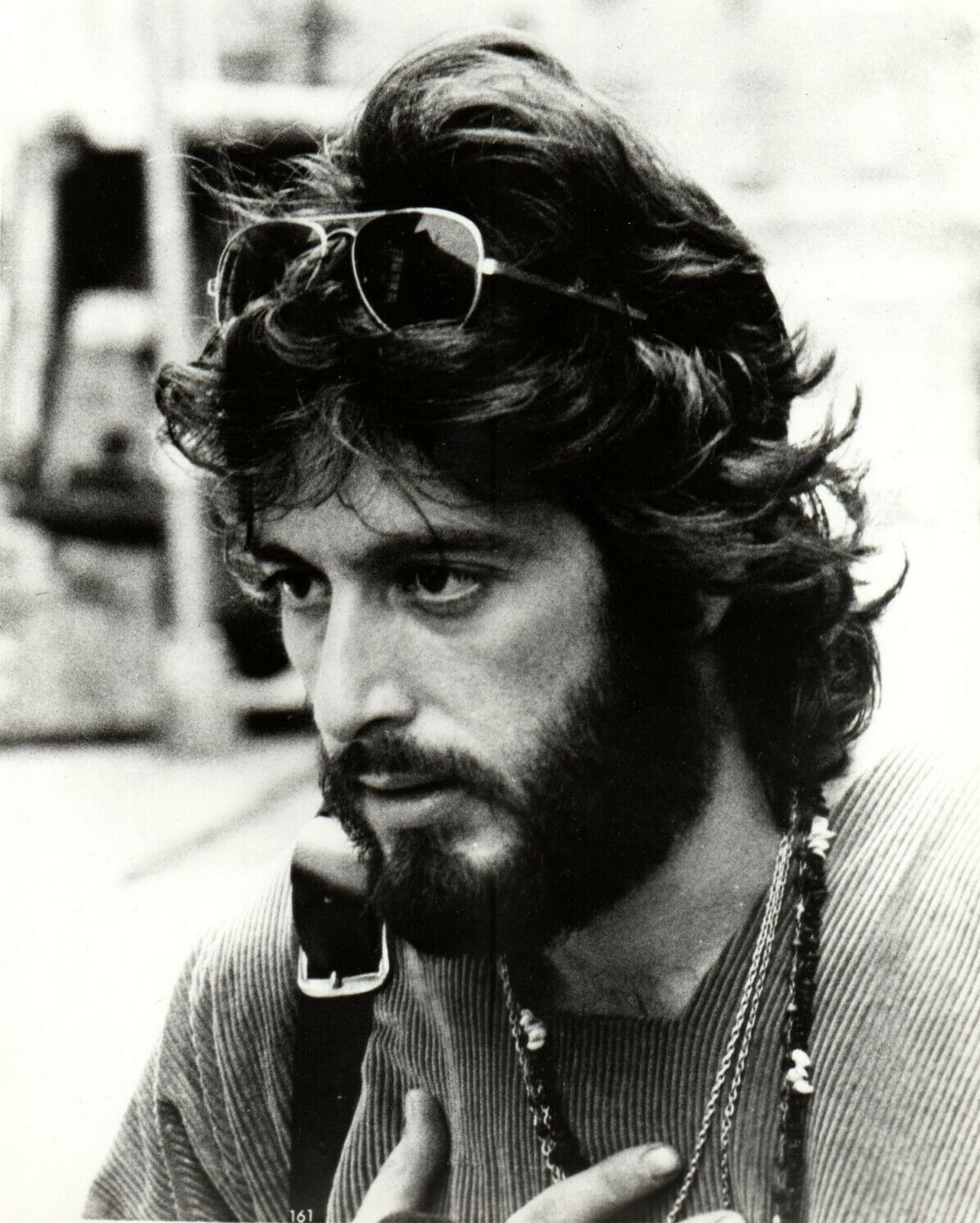
Al Pacino nel ruolo di Frank Serpico (1973)

È stato il film del 1971 Panico a Needle Park, dove interpretava Bobby Axel, un dipendente da eroina, che ha portato Pacino all'attenzione del regista Francis Ford Coppola, che lo scritturò per il ruolo di Michael Corleone nel film campione d'incassi Il padrino (1972). Nonostante per la parte fossero stati considerati affermati attori, tra cui Jack Nicholson, Warren Beatty e Robert Redford, Coppola insistette nello scegliere il quasi sconosciuto Pacino, nonostante il parere contrario dei produttori.
Grazie a questa interpretazione, Pacino si guadagnò una candidatura al Premio Oscar, mostrando inoltre un primo esempio del suo metodo recitativo, descritto dalla "Halliwell's Film Guide" come "intenso" e "profondo". Pacino disertò la cerimonia degli Oscar perché ancora poco abituato a tanta popolarità, ma non boicottò l'evento come supposero voci dell'epoca che lo diedero offeso per essere stato candidato come attore non protagonista nonostante avesse più tempo sullo schermo del co-protagonista e vincitore dell'Oscar Marlon Brando (che a sua volta boicottò la cerimonia, ma per motivi diversi).

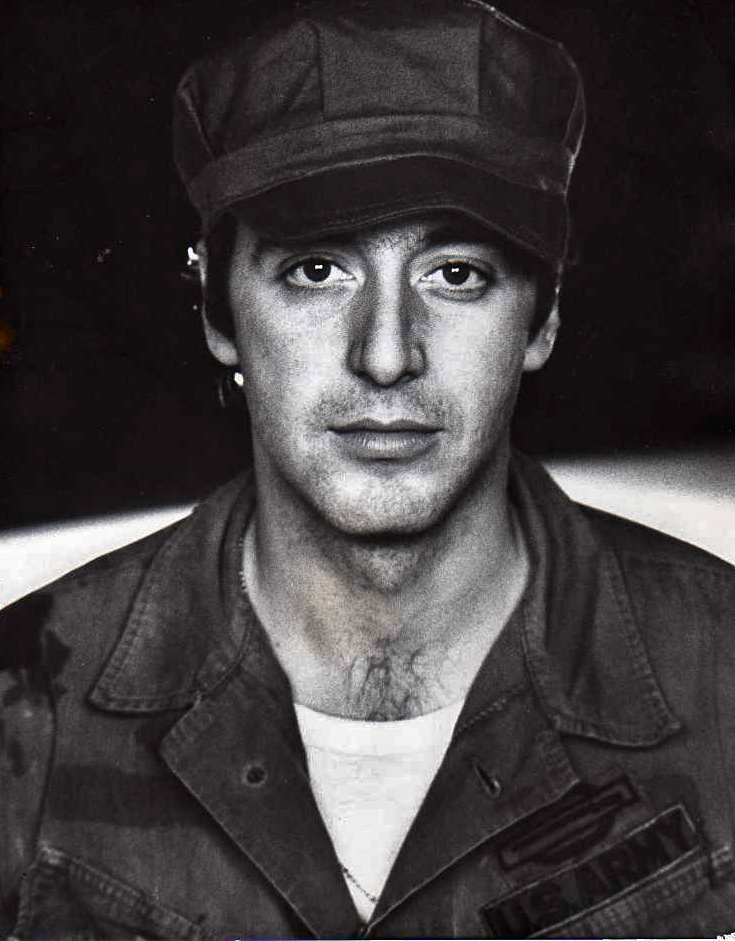
Al Pacino nel 1977

Nel 1973 è co-protagonista nel film Lo spaventapasseri, con Gene Hackman, e vincitore della Palma d'oro al Festival di Cannes. Lo stesso anno, Pacino è stato candidato al Premio Oscar per il miglior attore per il film Serpico, basato sulla vera storia del poliziotto italo-americano newyorkese Frank Serpico, posto sotto copertura dopo aver esposto la corruzione dei suoi superiori. Nel 1974 Pacino riprende il ruolo di Michael Corleone nel sequel Il padrino - Parte II, diventato il primo seguito a vincere il premio Oscar come miglior film; Pacino, nel frattempo, è stato candidato per il suo terzo Oscar.
Newsweek descrisse la sua performance in Il padrino - Parte II come "probabilmente il più grande ritratto del cinema che porta ad indurire il cuore". Nel 1975, Pacino ha ricevuto ulteriore successo con il film Quel pomeriggio di un giorno da cani, basato sulla vera storia del rapinatore John Wojtowicz. È stato diretto da Sidney Lumet, che lo aveva diretto precedentemente in Serpico qualche anno prima, e Pacino è stato candidato nuovamente come miglior attore.
Nel 1977 Pacino ha recitato nel ruolo di un pilota automobilistico, Bobby Deerfield, in Un attimo, una vita, diretto da Sydney Pollack, ricevendo una candidatura al Golden Globe come miglior attore in un film drammatico. Il suo film seguente è stato il dramma legale ...e giustizia per tutti, che vede Pacino nuovamente lodato dalla critica per la sua vasta gamma di abilità recitative, e per il quale viene candidato all'Oscar come miglior attore per la quinta volta. Tuttavia perse il premio in favore di Dustin Hoffman in Kramer contro Kramer, che recitò in un ruolo che Pacino aveva rifiutato.

### Anni ottanta
Dopo i grandi successi negli anni settanta, all'inizio degli anni ottanta la carriera di Pacino sembrava cominciare a crollare, in seguito alle interpretazioni in Cruising di William Friedkin, film che venne aspramente criticato dalle comunità gay di New York e in Papà, sei una frana. Ma nel 1983 il film Scarface di Brian De Palma dimostrò che Pacino, pur essendo al culmine della sua carriera, fosse riuscito a destreggiarsi in un ruolo molto impegnativo. Appena uscito nelle sale il film fu aspramente criticato a causa delle scene di dura violenza presenti nel film, ma successivamente fu lodato sia dalla critica sia dal pubblico, facendo guadagnare all'attore una candidatura al Golden Globe per l'interpretazione del narcotrafficante cubano Tony Montana.
Dopo due anni di pausa Pacino recitò in Revolution dove interpretò un cacciatore durante la Guerra d'indipendenza americana, ma fu un fallimento sia di critica sia di pubblico, facendo sì che l'attore si ritirasse dalle scene per ben quattro anni. Durante questo periodo, egli ritornò sui palcoscenici dove interpretò alcune opere shakespeariane tra cui, Giulio Cesare e La resistibile ascesa di Arturo Ui di Bertold Brecht. Dopo una breve pausa, Pacino ritornò sul grande schermo nel 1989 con Seduzione pericolosa dove interpreta un detective a caccia di un pericoloso serial killer.

### Anni novanta

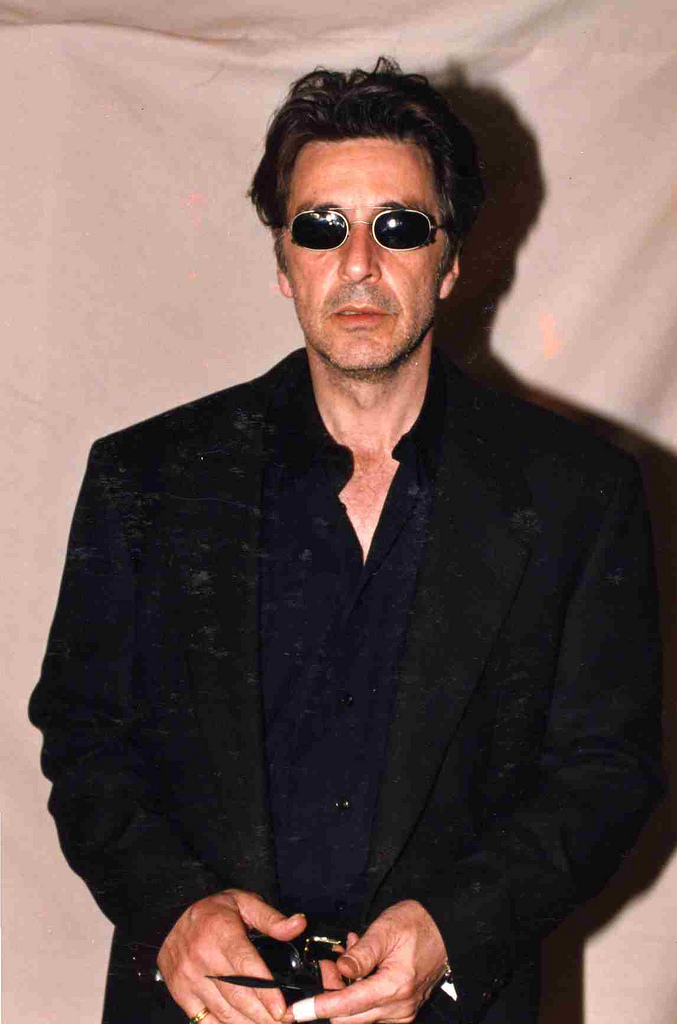
Al Pacino nel 1994

All'inizio degli anni novanta, ritornò a lavorare in grandi produzioni di successo. Interpretò prima il personaggio di Alphonse "Big Boy" Caprice, in Dick Tracy che gli valse la candidatura come miglior attore non protagonista al premio Oscar, ben diciassette anni dopo Il padrino. Sempre nello stesso anno ritornò a interpretare per l'ultima volta Michael Corleone ne Il padrino - Parte III. Questo terzo capitolo, tuttavia, ottenne minor successo dei due precedenti. Nel 1991 interpretò il film Paura d'amare insieme a Michelle Pfeiffer, nella parte di un cuoco che, dopo essere uscito di galera, inizia una relazione con una cameriera con cui lavora nella stessa tavola calda. Il film, tratto dall'opera teatrale Frankie and Johnny in the Clair de Lune di Terrence McNally (che è anche lo sceneggiatore del film), ottenne un discreto successo.
In questi anni rifiutò diversi ruoli importanti come in Pretty Woman e in Basic Instinct. L'anno seguente interpretò il tenente colonnello Frank Slade in Scent of a Woman - Profumo di donna, remake di Profumo di donna diretto da Dino Risi, dove la parte di Pacino era interpretata da Vittorio Gassman. Grazie a questo film, Al Pacino ricevette il premio Oscar come miglior attore protagonista. Sempre nello stesso anno ricevette la candidatura come miglior attore non protagonista per Americani con Jack Lemmon, Ed Harris, Alec Baldwin, Alan Arkin e Kevin Spacey.

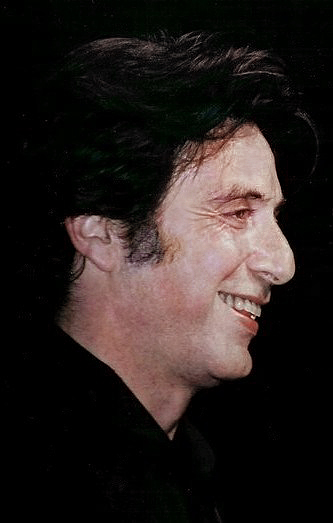
Al Pacino al Festival di Cannes 1996

Per questo film diventò il primo attore a ricevere due candidatura nello stesso anno, e per due categorie diverse (rispettivamente miglior attore e miglior attore non protagonista). Nel 1993 interpretò l'ex narcotrafficante Carlito Brigante in Carlito's Way in cui il protagonista, dopo che viene rilasciato di prigione, ritorna a lavorare nelle stesse attività che lo fecero andare in galera molti anni prima. Nel film è affiancato da Sean Penn. Nel 1994, gli viene assegnato il Leone d'oro alla carriera, alla Mostra internazionale d'arte cinematografica di Venezia. L'anno dopo, lavora con lo storico amico/rivale Robert De Niro in Heat - La sfida (1995) di Michael Mann. Nel film Pacino interpreta il tenente Vincent Hanna che è sulle tracce del criminale Neil McCauley (De Niro). Il film ha un successo strepitoso, soprattutto per la contemporanea presenza di De Niro e Pacino, considerati due icone indiscusse del cinema.
Composto da un cast che vede attori come Val Kilmer, Jon Voight, Tom Sizemore, Ashley Judd, Wes Studi, William Fichtner, Natalie Portman e Danny Trejo il film incassò 187 milioni di dollari diventando uno dei pezzi pregiati della filmografia statunitense. Dopo aver diretto e interpretato il film-documentario Riccardo III - Un uomo, un re (1996), verso la fine degli anni novanta, i ruoli interpretati da Pacino erano soprattutto secondari, ma vanno ricordati tre ruoli importanti: il gangster Benjamin "Lefty" Ruggiero in Donnie Brasco (1997), Satana ne L'avvocato del diavolo e l'allenatore Tony D'Amato in Ogni maledetta domenica - Any Given Sunday.

### Anni duemila

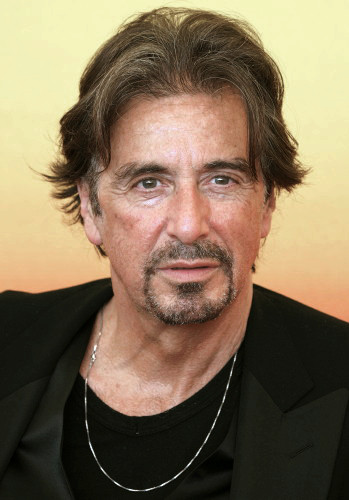
Al Pacino alla 61ª Mostra internazionale d'arte cinematografica di Venezia (2004)

Nel 2000 dirige e interpreta il film indipendente Chinese Coffee, basato sull'omonima opera teatrale di Ira Lewis (anche sceneggiatore). Nonostante il buon successo ottenuto nei vari festival in cui fu presentato, Pacino decise di non distribuire il film ritenendo che, senza la disponibilità economica per una distribuzione adeguata, l'opera non avrebbe potuto essere apprezzata come meritava. Ritorna a recitare nel 2002 con il film Insomnia, diretto da Christopher Nolan, insieme a Robin Williams e Hilary Swank, remake dell'omonimo film norvegese. Successivamente diventa il protagonista del film di fantascienza S1m0ne. Entrambe le pellicole ottengono un discreto successo. Dopo il flop di People I Know, arriva subito un pronto riscatto con La regola del sospetto co-interpretato con Colin Farrell. Nel 2003 compare in un cameo nel film Amore estremo - Tough Love, rivelatosi un colossale fiasco con il record di Razzie Awards ricevuti. Nello stesso anno è però protagonista assieme a Meryl Streep e Emma Thompson della miniserie di grandissimo successo Angels in America. La serie, basata su tematiche forti come l'AIDS, viene lodata in tutto il mondo ricevendo numerosi riconoscimenti. Grazie a essa, Pacino vince un Emmy Award e un Golden Globe come miglior attore protagonista.
Nel 2004, dopo il rifiuto di Marlon Brando e su consiglio di quest'ultimo al regista Michael Radford, Pacino interpreta l'ebreo Shylock ne Il mercante di Venezia. Nonostante incassi non all'altezza delle aspettative, l'interpretazione di Pacino viene elogiata dalla critica. Nel 2005 torna dopo sette anni a teatro con la commedia Orphans. Nello stesso anno recita in Rischio a due, accanto a Matthew McConaughey e Rene Russo, mentre nel 2007 è il protagonista dello sfortunato thriller 88 minuti per il quale riceve una candidatura ai Razzie Awards. Nello stesso anno recita nel terzo e ultimo capitolo della saga di Ocean's Ocean's Thirteen, insieme a George Clooney, Brad Pitt, Matt Damon, Andy García. Nel 2008 ritornò in coppia con Robert De Niro nel film poliziesco Sfida senza regole. Il film, atteso a livello mondiale, alla sua uscita però non ottiene il successo sperato, venendo stroncato dalla critica e facendo rimediare a Pacino una candidatura come peggior attore ai Razzie Awards 2008. Nel 2009 appare nel documentario I Knew It Was You, in ricordo dell'attore John Cazale, che Pacino definisce il suo compagno di recitazione ideale.

### Anni duemiladieci

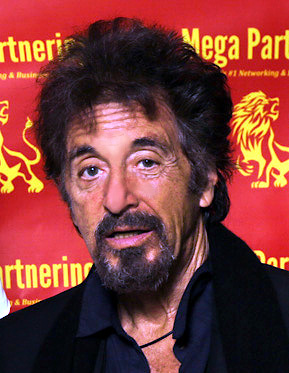
Al Pacino nel 2015

Dopo il film con De Niro, nel 2010 interpreta Jack Kevorkian nel film TV You Don't Know Jack - Il dottor morte: Pacino ha un grande successo grazie a questo film venendo candidato come miglior attore ai Golden Globe, Emmy Award, Satellite Award vincendo tutti e tre i premi; inoltre, durante la 68ª Mostra internazionale d'arte cinematografica di Venezia ricevette il premio Jaeger-LeCoultre Glory to the Filmmaker. Nel 2011 ritorna al cinema, dopo tre anni, recitando nei film The Son of No One, accanto a Channing Tatum. Nello stesso anno dirige e interpreta il film Wilde Salomé, presentato in concorso alla 68ª Mostra internazionale d'arte cinematografica di Venezia; per tale film, riceve il Queer Lion. Dopo un cameo nei panni di se stesso nel film Jack e Jill (pellicola che tuttavia gli frutta un Razzie Awards come peggior attore non protagonista), nel 2012 recita nella commedia Uomini di parola nella quale è protagonista insieme a Christopher Walken e Alan Arkin, rivelatasi tuttavia un fiasco al botteghino. In seguito a tali insuccessi, nel 2011 decide di ritornare a teatro, dopo sei anni di assenza, con la trasposizione di Il mercante di Venezia, e l'anno dopo col drammatico Glengarry Glen Ross.
Nel 2013 è tornato in televisione recitando con Helen Mirren nel biopic televisivo Phil Spector, dove ha interpretato l'omonimo produttore discografico: per questo ruolo è stato candidato ai Golden Globe 2014. Nel 2014 è protagonista di due pellicole, The Humbling e Manglehorn. Entrambi i film sono stati presentati fuori concorso alla 71ª Mostra internazionale d'arte cinematografica di Venezia. Il 2015 è l'anno del film Danny Collins - La canzone della vita diretto da Dan Fogelman. Insieme a Pacino recitano gli attori Christopher Plummer, Annette Bening, Jennifer Garner e Bobby Cannavale. Il film è ispirato dalla storia vera del cantante folk Steve Tilston. Nel film fa anche una piccola apparizione la figlia Olivia Rose.
Il 5 febbraio 2016 esce nelle sale il legal thriller Conspiracy - La cospirazione, in cui è protagonista assieme a Anthony Hopkins; nonostante l'attesa iniziale, il film viene accolto male dalla critica e dal pubblico, oltre a rivelarsi un clamoroso fiasco ai botteghini (meno di 900000 $ incassati a maggio, a fronte di un budget di 11 milioni). Nello stesso anno, gli viene conferito il Kennedy Center Honors Anni 2010. Nel 2019 recita nella pellicola di Martin Scorsese The Irishman dove sono presenti anche Robert De Niro e Joe Pesci e nel film di Quentin Tarantino, C'era una volta a... Hollywood, sancendo così la prima collaborazione con i due registi. Per la sua interpretazione di Jimmy Hoffa in The Irishman ottiene la sua nona candidatura ai premi Oscar.

### Anni duemilaventi
Nel 2020, è uno dei protagonisti della serie televisiva Hunters, prodotta da Amazon e distribuita su Prime Video. In questo caso interpreta un ebreo sopravvissuto all'Olocausto. Nel 2021 prende parte al cast del film House of Gucci, diretto da Ridley Scott, nel quale interpreta Aldo Gucci, imprenditore e designer italiano, zio del celebre Maurizio Gucci.
Nel 2024 esce l'autobiografia Sonny Boy, in cui Al Pacino ripercorre la sua vita: l'infanzia segnata dalla povertà, i primi ruoli a teatro, il difficile rapporto col successo conseguito a Il padrino, la vita privata, gli eccessi fino ad arrivare al figlio avuto a 83 anni.

## Progetti rifiutati
Rifiutò la parte di Ian Solo nel film Guerre stellari del 1977. Declinò anche il ruolo da protagonista nei film Taxi Driver, Incontri ravvicinati del terzo tipo, Apocalypse Now, Kramer contro Kramer, Rambo, Blade Runner, C'era una volta in America, Pretty Woman e Basic Instinct.

## Vita privata

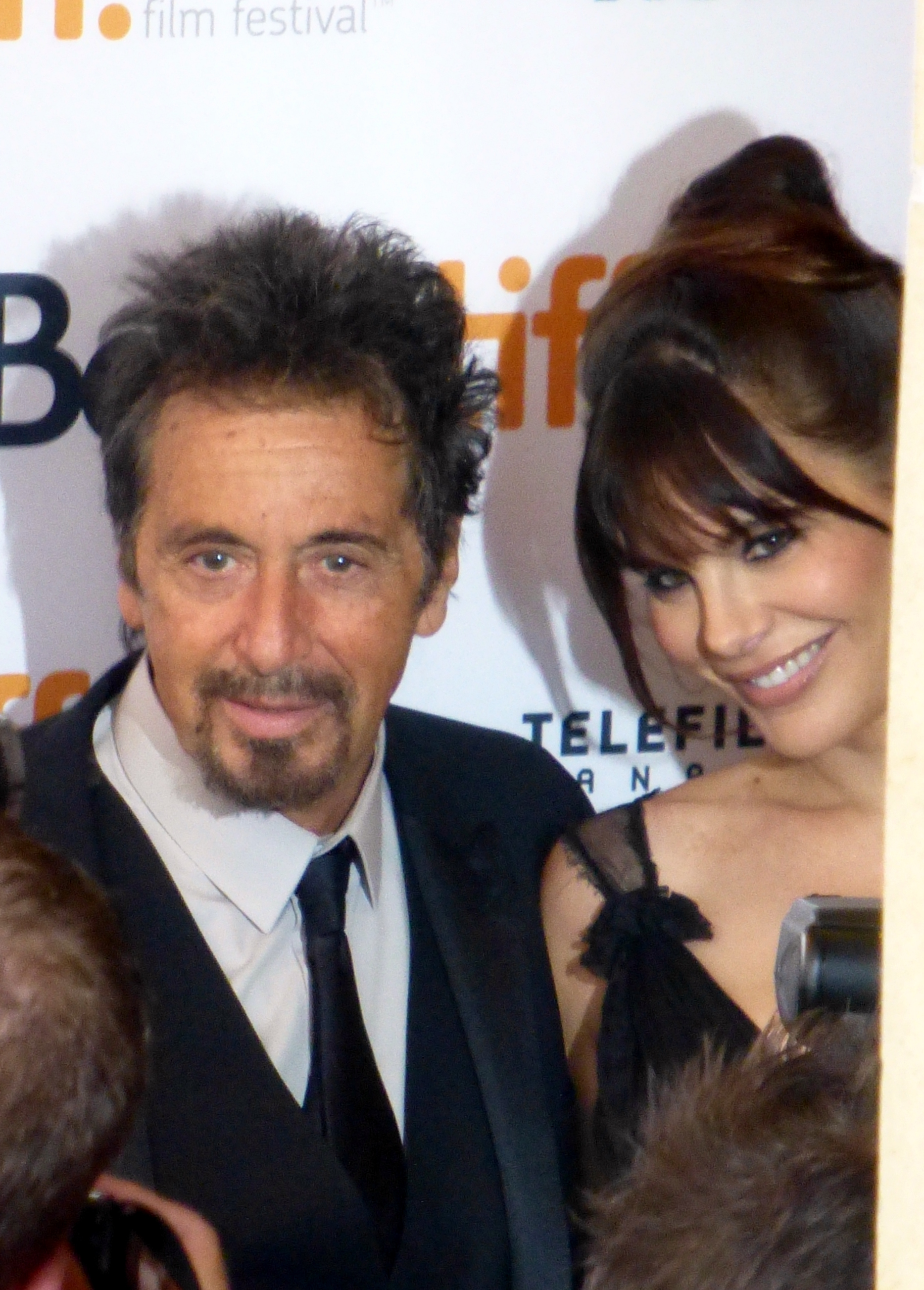
Al Pacino, con la compagna Lucila Solá, alla prima di Manglehorn (2014)

È padre di Julie Marie (1989), nata da una relazione con l'insegnante di recitazione Jan Tarrant, e dei gemelli Olivia Rose e Anton James, avuti nel 2001 dall'attrice Beverly D'Angelo: dopo la loro separazione i due gemelli furono affidati a Pacino in una lunga vicenda legale vinta nel 2003. Pacino è diventato nuovamente padre all'età di 83 anni con la nascita del figlio Roman, nato il 15 luglio 2023 dalla compagna Noor Alfallah con la quale terminerà il legame nel settembre dello stesso anno.
Ha avuto delle relazioni sentimentali con le attrici Jill Clayburgh (dal 1970 al 1975), Tuesday Weld, Marthe Keller, Carol Kane, Diane Keaton, Penelope Ann Miller e Madonna: nonostante ciò non si è mai sposato. Dal 2008 al 2018, ha avuto una relazione con l'attrice argentina Lucila Solá. È stato poi legato all'attrice israeliana Meital Dohan fino a febbraio 2020.

## Filmografia

### Attore

#### Cinema
- Me, Natalie, regia di Fred Coe (1969)
- Panico a Needle Park (The Panic in Needle Park), regia di Jerry Schatzberg (1971)
- Il padrino (The Godfather), regia di Francis Ford Coppola (1972)
- Lo spaventapasseri (Scarecrow), regia di Jerry Schatzberg (1973)
- Serpico, regia di Sidney Lumet (1973)
- Il padrino - Parte II (The Godfather Part II), regia di Francis Ford Coppola (1974)
- Quel pomeriggio di un giorno da cani (Dog Day Afternoon), regia di Sidney Lumet (1975)
- Un attimo, una vita (Bobby Deerfield), regia di Sydney Pollack (1977)
- ...e giustizia per tutti (...And Justice for All), regia di Norman Jewison (1979)
- Cruising, regia di William Friedkin (1980)
- Papà, sei una frana (Author! Author!), regia di Arthur Hiller (1982)
- Scarface, regia di Brian De Palma (1983)
- Revolution, regia di Hugh Hudson (1985)
- Seduzione pericolosa (Sea of Love), regia di Harold Becker (1989)
- The Local Stigmatic, regia di David Wheeler (1990)
- Dick Tracy, regia di Warren Beatty (1990)
- Il padrino - Parte III (The Godfather Part III), regia di Francis Ford Coppola (1990)
- Paura d'amare (Frankie and Johnny), regia di Garry Marshall (1991)
- Americani (Glengarry Glen Ross), regia di James Foley (1992)
- Scent of a Woman - Profumo di donna (Scent of a Woman), regia di Martin Brest (1992)
- Carlito's Way, regia di Brian De Palma (1993)
- Un giorno da ricordare (Two Bits), regia di James Foley (1995)
- Heat - La sfida (Heat), regia di Michael Mann (1995)
- City Hall, regia di Harold Becker (1996)
- Riccardo III - Un uomo, un re (Looking for Richard), regia di Al Pacino (1996)
- Donnie Brasco, regia di Mike Newell (1997)
- L'avvocato del diavolo (The Devil's Advocate), regia di Taylor Hackford (1997)
- Insider - Dietro la verità (The Insider), regia di Michael Mann (1999)
- Ogni maledetta domenica - Any Given Sunday (Any Given Sunday), regia di Oliver Stone (1999)
- Chinese Coffee, regia di Al Pacino (2000)
- Insomnia, regia di Christopher Nolan (2002)
- S1m0ne, regia di Andrew Niccol (2002)
- People I Know, regia di Daniel Algrant (2002)
- La regola del sospetto (The Recruit), regia di Roger Donaldson (2003)
- Amore estremo - Tough Love (Gigli), regia di Martin Brest (2003)
- Il mercante di Venezia (The Merchant of Venice), regia di Michael Radford (2004)
- Rischio a due (Two for the Money), regia di D.J. Caruso (2005)
- 88 minuti (88 Minutes), regia di Jon Avnet (2007)
- Ocean's Thirteen, regia di Steven Soderbergh (2007)
- Sfida senza regole (Righteous Kill), regia di Jon Avnet (2008)
- The Son of No One, regia di Dito Montiel (2011)
- Wilde Salomé, regia di Al Pacino (2011)
- Jack e Jill (Jack and Jill), regia di Dennis Dugan (2011)
- Uomini di parola (Stand Up Guys), regia di Fisher Stevens (2012)
- The Humbling, regia di Barry Levinson (2014)
- Manglehorn, regia di David Gordon Green (2014)
- Danny Collins - La canzone della vita (Danny Collins), regia di Dan Fogelman (2015)
- Conspiracy - La cospirazione (Misconduct), regia di Shintaro Shimosawa (2016)
- Hangman - Il gioco dell'impiccato (Hangman), regia di Johnny Martin (2017)
- I pirati della Somalia (The Pirates of Somalia), regia di Bryan Buckley (2017)
- C'era una volta a... Hollywood (Once Upon a Time in... Hollywood), regia di Quentin Tarantino (2019)
- The Irishman, regia di Martin Scorsese (2019)
- American Traitor - Alto tradimento (American Traitor: The Trial of Axis Sally), regia di Michael Polish (2021)
- House of Gucci, regia di Ridley Scott (2021)
- La memoria dell'assassino (Knox Goes Away), regia di Michael Keaton (2023)
- Modì - Tre giorni sulle ali della follia (Modì: Three Days on the Wing of Madness), regia di Johnny Depp (2024)
- L'esorcismo di Emma Schmidt - The Ritual (The Ritual), regia di David Midell (2025)

#### Televisione
- N.Y.P.D. – serie TV, episodio 2x05 (1968)
- Angels in America, regia di Mike Nichols – miniserie TV, 6 episodi (2003)
- You Don't Know Jack - Il dottor morte (You Don't Know Jack), regia di Barry Levinson – film TV (2010)
- Phil Spector, regia di David Mamet – film TV (2013)
- Paterno, regia di Barry Levinson – film TV (2018)
- Hunters – serie TV, 18 episodi (2020-2023)
- The Family Stallone – reality show TV, episodio 1x01 (2023)

### Documentari
- A letto con Madonna (Madonna: Truth or Dare), regia di Alek Keshishian (1991)
- Pitch, regia di Kenny Hotz e Spencer Rice (1997)
- America: A Tribute to Heroes, regia di Joel Gallen e Beth McCarthy-Miller (2001)
- Babbleonia, regia di Al Pacino (2007)
- Brando, regia di Mimi Freedman e Leslie Greif (2007)
- I Knew It Was You (I Knew It Was You: Rediscovering John Cazale), regia di Richard Shepard (2009)
- Casting By, regia di Tom Donahue (2012)
- L'arte viva di Julian Schnabel (Julian Schnabel: A Private Portrait), regia di Pappi Corsicato (2017)
- The Irishman - Parlano i protagonisti (The Irishman: In Conversation), regia di Martin Scorsese (2019)

### Regista
- Riccardo III - Un uomo, un re (Looking for Richard, 1996)
- Chinese Coffee (2000)
- Babbleonia – documentario (2007)
- Wilde Salomé (2011)

### Produttore
- Riccardo III - Un uomo, un re (Looking for Richard), regia di Al Pacino (1996)
- The Humbling, regia di Barry Levinson (2014)

### Sceneggiatore
- Riccardo III - Un uomo, un re (Looking for Richard), regia di Al Pacino (1996)
- Wilde Salomé, regia di Al Pacino (2011)

## Teatro
- Awake and Sing! (1967)
- America, Hurrah (1967)
- The Indian Wants the Bronx (1968)

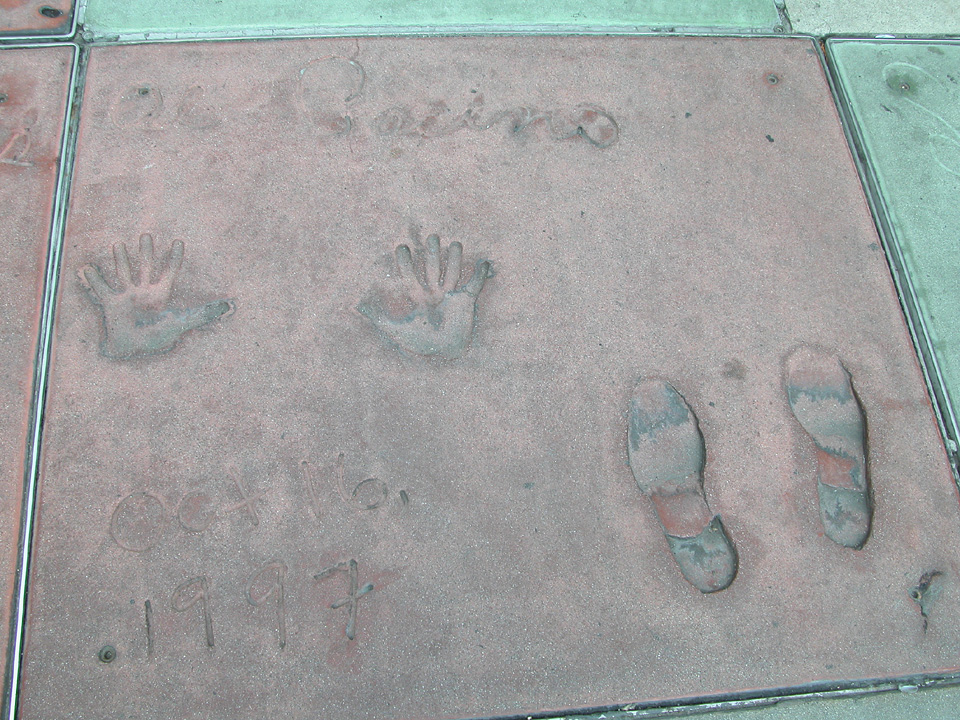
Le impronte di Al Pacino sul piazzale del Grauman's Chinese Theatre, Los Angeles

- Does a Tiger Wear a Necktie? (1969)
- Camino Real (1970)
- La resistibile ascesa di Arturo Ui (1974-1975)
- The Basic Training of Pavlo Hummel (1977)
- Riccardo III (1977)
- American Buffalo (1984)
- The Local Stigmatic (1985)
- Giulio Cesare (1988)
- Salomè (1992)
- Chinese Coffee (1992)
- Hughie (1996)
- Oekaadis (1998)
- La resistibile ascesa di Arturo Ui (2002)
- Orphans (2005)
- Il mercante di Venezia (2011)
- Glengarry Glen Ross (2012)
- China Doll (2015-2016)
- God Looked Away (2017)

## Riconoscimenti
Nel corso della sua carriera è stato candidato ai più prestigiosi premi cinematografici; è stato candidato nove volte agli Oscar, vincendone uno come miglior attore protagonista per Scent of a Woman - Profumo di donna, nel 1993. Ha anche ottenuto venti candidature ai Golden Globe, vincendone cinque, di cui uno alla carriera.

## Doppiatori italiani
Nelle versioni in italiano delle opere in cui ha recitato, Al Pacino è stato doppiato da:
- Giancarlo Giannini in Quel pomeriggio di un giorno da cani, Cruising, Papà, sei una frana, Americani, Scent of a Woman - Profumo di donna, Carlito's Way, Heat - La sfida, City Hall, Riccardo III - Un uomo, un re, Donnie Brasco, L'avvocato del diavolo, Insider - Dietro la verità, Ogni maledetta domenica - Any Given Sunday, Insomnia, S1m0ne, La regola del sospetto, Amore estremo - Tough Love, Il mercante di Venezia, Ocean's Thirteen, You Don't Know Jack - Il dottor morte, Uomini di parola, Phil Spector, Paterno, C'era una volta a... Hollywood, The Irishman, Hunters, House of Gucci
- Ferruccio Amendola in Panico a Needle Park, Il padrino, Serpico, Il padrino - Parte II, Un attimo, una vita, ...e giustizia per tutti, Scarface, Revolution, Seduzione pericolosa, Dick Tracy, Il padrino - Parte III, Paura d'amare, Un giorno da ricordare
- Rodolfo Bianchi in The Son of No One, Manglehorn, Conspiracy - La cospirazione, American Traitor - Alto tradimento, La memoria dell'assassino, Modì - Tre giorni sulle ali della follia
- Diego Reggente in People I Know, Rischio a due, 88 minuti, I Knew It Was You, The Humbling
- Ugo Maria Morosi in Danny Collins - La canzone della vita, Hangman - Il gioco dell'impiccato
- Sandro Iovino ne Lo spaventapasseri
- Carlo Marini in Angels in America
- Massimo Corvo in Sfida senza regole
- Angelo Nicotra in Jack e Jill
- Gabriele Lavia in Wilde Salomé
- Mario Zucca ne I pirati della Somalia
- Paolo Marchese in The Family Stallone
- Bruno Alessandro ne L'esorcismo di Emma Schmidt - The Ritual
- Massimo Rossi nei ridoppiaggi de Il padrino e Il padrino - Parte II